# Nerax slossonae
Nerax slossonae là một loài ruồi trong họ Asilidae. Nerax slossonae được Hine miêu tả năm 1919. Loài này phân bố ở vùng Tân Bắc giới.